# Thom Haye
Thom Jan Marinus Haye (sinh ngày 9 tháng 2 năm 1995) là một cầu thủ bóng đá chuyên nghiệp hiện đang thi đấu ở vị trí tiền vệ cho câu lạc bộ Eredivisie Almere City FC. Sinh ra tại Hà Lan, anh đại diện cho đội tuyển quốc gia Indonesia.

## Sự nghiệp quốc tế
Haye là thành viên của U17 Hà Lan tham dự Giải vô địch bóng đá U-17 châu Âu 2012.
Trong tháng 12 năm 2023, Haye đang trải qua quá trình nhập tịch để thi đấu cho Indonesia.
Ngày 7 tháng 3 năm 2024, Haye được triệu tập vào đội tuyển quốc gia Indonesia tham dự vòng loại thứ 2 World Cup 2026, gặp Việt Nam ở cả hai trận đấu lần lượt vào ngày 21 và 26 tháng 3. Anh có trận ra mắt đội tuyển Indonesia vào ngày 26 tháng 3, thực hiện kiến tạo cho Jay Idzes đánh đầu ghi bàn giúp Indonesia mở tỷ số trong chiến thắng chung cuộc 3-0 trước Việt Nam trên sân Mỹ Đình.
Ngày 11 tháng 6, trong trận cuối ở vòng loại thứ 2 World Cup, Haye ghi bàn thắng đầu tiên cho đội tuyển Indonesia khi họ đánh bại Philippines 2–0 để giành vé vào vòng loại thứ 3, đồng thời ở vị trí thứ 2 của bảng.
Ở vòng loại thứ 3 World Cup, ngày 15 tháng 10, anh ghi bàn thắng duy nhất nhưng không thể giúp Indonesia gỡ hòa và để thua 1–2 trên sân khách trước Trung Quốc.

## Đời tư
Haye có ông ngoại là người Indonesia, đến từ thành phố Surakarta, Trung Java và bà ngoại của mình đến từ Bắc Sulawesi
Ngày 18 tháng 3 năm 2024, anh chính thức nhập quốc tịch Indonesia sau lễ tuyển thệ.